# Až přijde kocour
Až přijde kocour je česká filmová pohádka pro dospělé, břitká satira, kterou v roce 1963 natočil režisér Vojtěch Jasný. Film je zároveň významným experimentem v oblasti barevného filmu a trikových záběrů. V roce 2006 byl široce distribuován v klubových kinech v rámci Projektu 100. Snímek je, mimo jiné, zajímavý též tím, že se jednalo o poslední velkou filmovou dvojroli pro Jana Wericha.

## Děj filmu
Do poklidného městečka (Telč) přijedou cirkusoví umělci (Jan Werich, Emília Vášáryová) a přivezou s sebou kocoura, který musí mít oči zakryté černými brýlemi. Jeho pohled totiž způsobuje zbarvení lidí podle jejich charakteru: zamilovaní červeně, nevěrní žlutě, pokrytci fialově, a podvodníci s nepoctivci šedě. Vědomí tohoto faktu způsobí mezi lidmi z městečka (Vlastimil Brodský, Jiří Sovák, Jiřina Bohdalová, Vladimír Menšík, ad.) poprask, dospělí se proto snaží kocoura chytit, ale děti jej nedají.

## Obsazení
| Jan Werich         | kastelán Oliva/kouzelník    |
| Emília Vášáryová   | artistka Diana              |
| Vlastimil Brodský  | učitel Robert               |
| Jiří Sovák         | Karel, ředitel školy        |
| Vladimír Menšík    | školník                     |
| Jiřina Bohdalová   | učitelka Julie              |
| Karel Effa         | družstevník Janek           |
| Vlasta Chramostová | družstevnice Marjánka       |
| Alena Kreuzmannová | klepna                      |
| Stella Zázvorková  | Růžena, žena ředitele školy |

## Ocenění
Film získal řadu ocenění doma i v zahraničí, mimo jiné Cenu poroty na Filmovém festivalu v Cannes, Velkou cenu Filmového festivalu pracujících nebo Trilobity za režii a kameru.